# 엘 오가르 케 요 로베
《엘 오가르 케 요 로베》(스페인어: El hogar que yo robé)은 1981년 방영된 멕시코의 텔레노벨라이다.